# 8665 Daun-Eifel
8665 Daun-Eifel este un asteroid din centura principală de asteroizi.

## Descriere
8665 Daun-Eifel este un asteroid din centura principală de asteroizi. A fost descoperit pe 8 aprilie 1991 la Observatorul La Silla de Eric Walter Elst. El prezintă o orbită caracterizată de o semiaxă mare de 2,36 ua, o excentricitate de 0,08 și o înclinație de 5,6° în raport cu ecliptica.